# Заалфелден
Заалфелден (на немски: Saalfelden, пълно име Заалфелден ам Щайнернен Меер, Saalfelden am Steinernen Meer) е град в Западна Австрия. Разположен е в окръг Цел ам Зее на провинция Залцбург. Надморска височина 748 m. Има жп гара. Отстои на около 45 km южно от провинциалния център град Залцбург и на 10 km също южно от границата с Германия. Население 15 884 жители към 1 април 2009 г.